# یواس‌اس اتامین (ای‌کی-۹۳)
یواس‌اس اتامین (ای‌کی-۹۳) (به انگلیسی: USS Etamin (AK-93)) یک کشتی است که طول آن ۴۴۱ فوت ۶ اینچ (۱۳۴٫۵۷ متر) می‌باشد. این کشتی در سال ۱۹۴۳ ساخته شد.